# Kayode Elegbede
Olukayode "Kayode" Elegbede, né le 19 septembre 1955, est un athlète nigérian.

## Carrière
Kayode Elegbede est médaillé d'argent du saut en longueur des Championnats d'Afrique 1979 à Dakar. Il est septième de la finale du relais 4 × 100 mètres masculin et onzième de la finale du saut en longueur masculin aux Jeux olympiques d'été de 1980 à Moscou.